# 霍夫施泰滕 (蘇黎世州)
霍夫施泰滕（德語：Hofstetten）是瑞士联邦苏黎世州温特图尔区的已废除市镇，2018年1月1日市镇合并之后是埃尔格的组成部分。伯奇孔面积为8.85平方千米，海拔高度644米，2016年12月31日人口数为498。